# ریچلند (نیوجرسی)
ریچلند (به انگلیسی: Richland) یک منطقهٔ مسکونی در ایالات متحده آمریکا است که در نیوجرسی واقع شده‌است. ریچلند ۸۲۵ نفر جمعیت دارد و ۲۹ متر بالاتر از سطح دریا واقع شده‌است.